# آلف هابسون
آلف هابسون (انگلیسی: Alf Hobson; ۹ سپتامبر ۱۹۱۳ – ۲۱ فوریهٔ ۲۰۰۴) بازیکن فوتبال اهل بریتانیا بود.
از باشگاه‌هایی که در آن بازی کرده‌است می‌توان به باشگاه فوتبال لیورپول اشاره کرد.